# Ida Leopoldina Žofie z Lichtenštejna

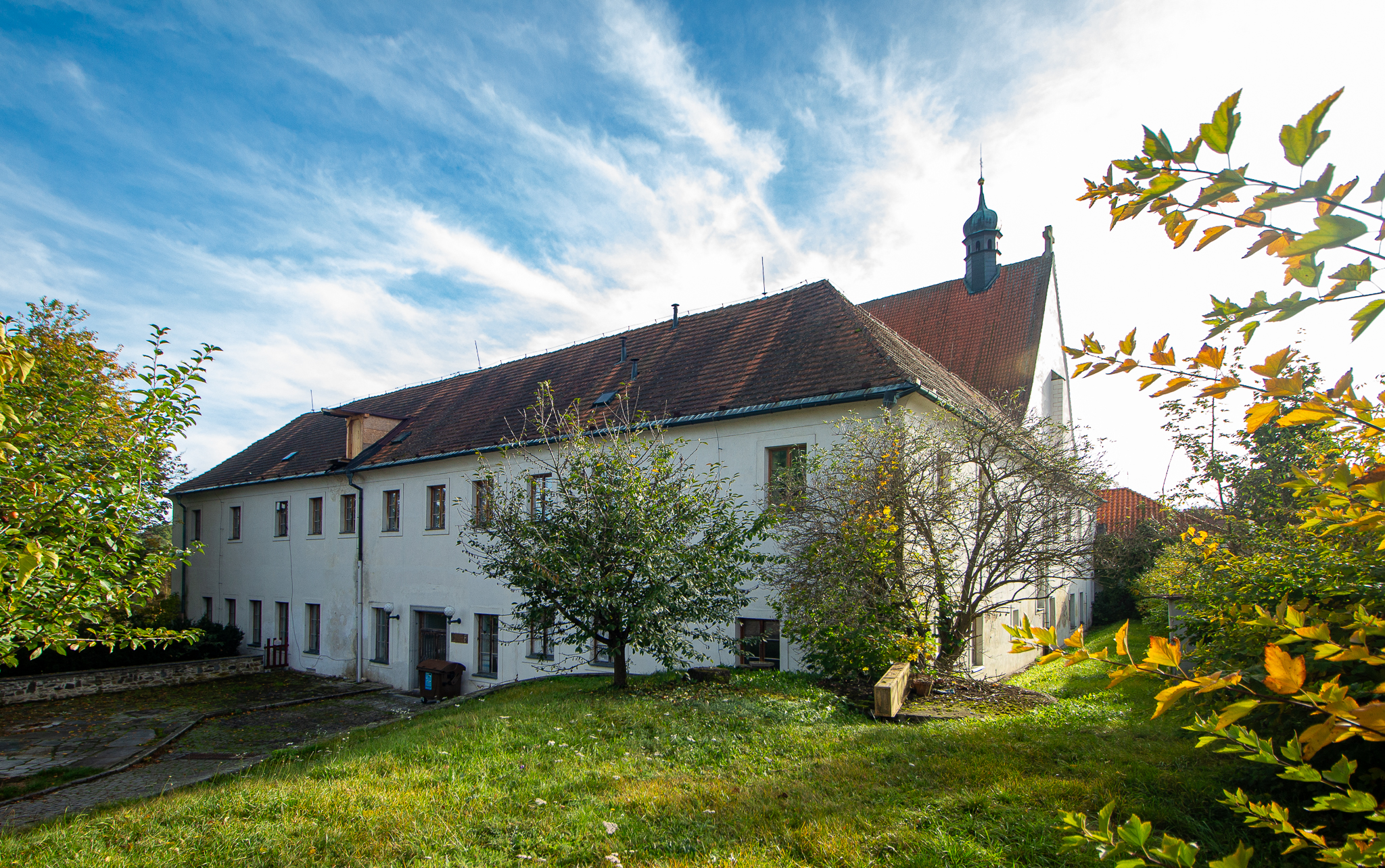
Františkánský klášter v Bechyni, místo posledního odpočinku kněžny Idy

Ida Leopoldina Žofie z Lichtenštejna (německy Ida Leopoldine Sophie Marie Josepha Franziska von Liechtenstein, 12. září 1811 Lednice – 27. června 1884 Vídeň) byla rakouská šlechtična, princezna z Lichtenštejna.

## Život
Narodila se v roce 1811 na zámku v jihomoravské Lednici jako třinácté dítě knížete Jana I. z Lichtenštejna a jeho manželky Josefíny Žofie z Fürstenbergu-Weitry. Měla třináct sourozenců:
- 1. Leopoldina Marie Josefa (1793–1808)
- 2. Karolína (*/† 1795)
- 3. Alois Josef Maria Jan Křtitel (1796–1858), vládnoucí lichtenštejnský kníže jako Alois II. 1836–1858, rytíř Řádu zlatého rouna, nositel velkokříže Řádu sv. Štěpána, ∞ 1831 Františka Kinská z Vchynic a Tetova (1813–1881)
- 4. Žofie Marie Josefa (1798–1869), c. k. palácová dáma, dáma Řádu hvězdového kříže, nejvyšší hofmistryně císařovny Alžběty, ∞ 1817 Vincenc hrabě Esterházy z Galánty (1787–1835), c. k. komoří, generálmajor
- 5. Marie Josefína (1800–1884)
- 6. František de Paula Jáchym Josef (1802–1887), c. k. generál jezdectva, vrchní velitel v Uhrách, dědičný člen rakouské Panské sněmovny,  ∞ 1841 Julie hraběnka Potocká (1818–1895), c. k. palácová dáma, dáma Řádu hvězdového kříže
- 7. Karel Jan Nepomuk Antonín (1803–1871), c. k. plukovník,  ∞ 1832 Rosálie hraběnka von Grünne (1805–1841), dáma Řádu hvězdového kříže
- 8. Klotylda (1804–1807)
- 9. Henrietta (1806–1886), c. k. palácová dáma, dáma Řádu hvězdového kříže, ∞ 1825 Josef hrabě Hunyady de Kethély (1801–1869), c. k. komorník
- 10. Bedřich Adalbert (1807–1885), c. k. generál jezdectva, guvernér v Sedmihradsku, vrchní velitel v Uhrách, doživotní člen rakouské Panské sněmovny, rytíř Řádu zlatého rouna, ∞ 1848 Sophie Löwe (1815–1866), operní zpěvačka
- 11. Eduard František Ludvík (1809–1864), c. k. polní podmaršál, ∞ 1839 Honoria hraběnka Choloniew-Choloniewska (1813–1869), c. k. palácová dáma, dáma Řádu hvězdového kříže
- 12. August Ludvík Ignác (1810–1884), c. k. major
- 13. Rudolf (1816–1848), c. k. podplukovník, padl v Itálii

Ida Leopoldina Žofie byla c. k. palácovou dámou a dámou Řádu hvězdového kříže.
Ida Leopoldina Žofie z Lichtenštejna zemřela 27. června 1884 ve Vídni a byla pohřbena v rodinné kryptě svého manžela uvnitř františkánského kláštera v Bechyni. 

### Manželství a potomstvo
Dne 30. července 1832 se ve Vídni provdala za tajného radu, komorníka a člena Panské sněmovny, knížete Karla Boromejského z Paaru (1806–1881).
Ida z Lichtenštejna a Karel z Paaru měli osm dcer a čtyři syny: 
- Guidobaldina Josefa Žofie Marie (Vídeň, 5. července 1833 – Vídeň, 14. ledna 1904);
- Karel Jan Václav (7. července 1834, Bechyně - 21. dubna 1917, Vídeň), dne 28. května 1866 se ve Vídni oženil s Leopoldina z Pallavicini (1845-1928), manželé měli dvě dcery a pět synů:
  - Ida Marie Gabriela Albína (1867-1945);
  - Alfons (1868-1903);
  - Gabriela (1869-1945);
  - Alfréd Karel Václav Maria Gabriel (1871);
  - Václav Maria Laurentius (1878-1964);
  - Alexandr Karel Maria Hugo (1882-1955);
  - Eduard Maria Leopold Gracián (1884-1945).
- Eleonora Ida Marie (1. 8. 1835, Bechyně - 6. 3. 1913, Vídeň), se 8. 1. 1856 ve Vídni provdala za Arnošta Hoyose z Sprinzensteinu (1830-1903);
- Rudolf Jan Baptista Liberatus (17. 8. 1836, Bechyně - 14. 9. 1873 tamtéž), byl dvakrát ženatý: 1) od 7. 8. 1864 ve Vídni s Antonií Terezií Brigitou z Meraviglia-Crivelli (1840-1867) 2) od 12. 2. 1872 ve Štýrském Hradci s Annou Marií ze Stürgkhu (1842-1922). Měl dvě děti z prvního manželství:
  - Karel Rudolf (1865-1897);
  - Arnošt Rudolf (1867-1932).
- Eduard Maria Mikuláš (5. prosince 1837, Vídeň – Vídeň, 1. února 1919);
- Josefína Marie Baldina Karolína Ida (1. ledna 1839, Vídeň - 6. února 1916 tamtéž), byla dvakrát vdaná: 1) 3. června 1961 ve Vídni za Ladislava Josefa Mariu Nikolause Evžena Františka de Paula Severina z Falkenhaynu (1833-1865) 2) od 19. března 1879 ve Vídni za Jaromíra Černína z Chudenic (1818-1908);
- Alois Maria Karel Felicián (19. listopadu 1840, Bechyně - Vídeň, 5. února 1909);
- Františka de Paula Ida Marie Monika (10. května 1842, Vídeň - 4. února 1881 tamtéž), provdaná 3. června 1862 ve Vídni za Leopolda III. Podstatského z Lichtenštejna (1840-1902);
- Marie Josefa Quido Baldina (8. 9. 1843, Bechyně - 25. 1. 1914 tamtéž);
- Leontina Marie Ida Quido Baldina (5. listopadu 1844, Bechyně - 18. dubna 1912, Vídeň), provdaná 28. listopadu 1867 ve Vídni za Oswalda Augusta Arnošta Adolfa Karla z Kielmanseggu (1838-1896);
- Henrieta Eleonora Josefa Marie (21. února 1848, Vídeň - 2. září 1848, Bechyně);
- Žofie Marie (12. května 1850 - 10. června 1874, Vídeň), se 5. května 1873 provdala za Karla Oliviera Wallise z Karighmainu (1837-1917).

## Vývod z předků
|                                      |                                              |  |                                             |                                                         |  |  |  |  |  |  |  | Filip Erasmus z Lichtenštejna |
|                                      |                                              |  |                                             |                                                         |  |  |  |  |  |  |  |                               |
|                                      | Emanuel Josef z Lichtenštejna                |  |                                             |                                                         |  |  |  |  |  |  |  |                               |
|                                      |                                              |  |                                             |                                                         |  |  |  |  |  |  |  |                               |
|                                      |                                              |  |                                             | Kristýna Tereza z Löwenstein-Wertheimu-Rochefortu       |  |  |  |  |  |  |  |                               |
|                                      |                                              |  |                                             |                                                         |  |  |  |  |  |  |  |                               |
|                                      | František Josef I. z Lichtenštejna           |  |                                             |                                                         |  |  |  |  |  |  |  |                               |
|                                      |                                              |  |                                             |                                                         |  |  |  |  |  |  |  |                               |
|                                      |                                              |  |                                             | Karel Ludvík z Ditrichštejna                            |  |  |  |  |  |  |  |                               |
|                                      |                                              |  |                                             |                                                         |  |  |  |  |  |  |  |                               |
|                                      | Marie Anna Antonie z Ditrichštejna           |  |                                             |                                                         |  |  |  |  |  |  |  |                               |
|                                      |                                              |  |                                             |                                                         |  |  |  |  |  |  |  |                               |
|                                      |                                              |  |                                             | Marie Terezie Anna z Trauttmansdorffu                   |  |  |  |  |  |  |  |                               |
|                                      |                                              |  |                                             |                                                         |  |  |  |  |  |  |  |                               |
|                                      | Jan I. Josef z Lichtenštejna                 |  |                                             |                                                         |  |  |  |  |  |  |  |                               |
|                                      |                                              |  |                                             |                                                         |  |  |  |  |  |  |  |                               |
|                                      |                                              |  |                                             | František Damián ze Šternberka                          |  |  |  |  |  |  |  |                               |
|                                      |                                              |  |                                             |                                                         |  |  |  |  |  |  |  |                               |
|                                      | František Filip ze Šternberka                |  |                                             |                                                         |  |  |  |  |  |  |  |                               |
|                                      |                                              |  |                                             |                                                         |  |  |  |  |  |  |  |                               |
|                                      |                                              |  |                                             | Marie Josefa z Trauttmansdorffu                         |  |  |  |  |  |  |  |                               |
|                                      |                                              |  |                                             |                                                         |  |  |  |  |  |  |  |                               |
|                                      | Marie Leopoldina ze Šternberka               |  |                                             |                                                         |  |  |  |  |  |  |  |                               |
|                                      |                                              |  |                                             |                                                         |  |  |  |  |  |  |  |                               |
|                                      |                                              |  |                                             | Konrád Zikmund ze Starhembergu                          |  |  |  |  |  |  |  |                               |
|                                      |                                              |  |                                             |                                                         |  |  |  |  |  |  |  |                               |
|                                      | Marie Leopoldina ze Starhembergu             |  |                                             |                                                         |  |  |  |  |  |  |  |                               |
|                                      |                                              |  |                                             |                                                         |  |  |  |  |  |  |  |                               |
|                                      |                                              |  |                                             | Marie Leopoldina Löwensteinsko-Wertheimsko-Rochefortská |  |  |  |  |  |  |  |                               |
|                                      |                                              |  |                                             |                                                         |  |  |  |  |  |  |  |                               |
| Ida Leopoldina Žofie z Lichtenštejna |                                              |  |                                             |                                                         |  |  |  |  |  |  |  |                               |
|                                      |                                              |  |                                             |                                                         |  |  |  |  |  |  |  |                               |
|                                      |                                              |  | Prosper Ferdinand z Fürstenberg-Stühlingenu |                                                         |  |  |  |  |  |  |  |                               |
|                                      |                                              |  |                                             |                                                         |  |  |  |  |  |  |  |                               |
|                                      | Ludvík August z Fürstenbergu-Stühlingenu     |  |                                             |                                                         |  |  |  |  |  |  |  |                               |
|                                      |                                              |  |                                             |                                                         |  |  |  |  |  |  |  |                               |
|                                      |                                              |  |                                             | Žofie z Königsegg-Rothenfelsu                           |  |  |  |  |  |  |  |                               |
|                                      |                                              |  |                                             |                                                         |  |  |  |  |  |  |  |                               |
|                                      | Jáchym Egon z Fürstenbergu                   |  |                                             |                                                         |  |  |  |  |  |  |  |                               |
|                                      |                                              |  |                                             |                                                         |  |  |  |  |  |  |  |                               |
|                                      |                                              |  |                                             | Maxmilián Josef Fugger z Kirchbergu                     |  |  |  |  |  |  |  |                               |
|                                      |                                              |  |                                             |                                                         |  |  |  |  |  |  |  |                               |
|                                      | Marie Anna Josefa Fuggerová z Kirchbergu     |  |                                             |                                                         |  |  |  |  |  |  |  |                               |
|                                      |                                              |  |                                             |                                                         |  |  |  |  |  |  |  |                               |
|                                      |                                              |  |                                             | Marie Judita z Törringu                                 |  |  |  |  |  |  |  |                               |
|                                      |                                              |  |                                             |                                                         |  |  |  |  |  |  |  |                               |
|                                      | Marie Josefa z Fürstenbergu-Weitry           |  |                                             |                                                         |  |  |  |  |  |  |  |                               |
|                                      |                                              |  |                                             |                                                         |  |  |  |  |  |  |  |                               |
|                                      |                                              |  |                                             | Antonín Karel z Oettingen-Wallersteinu                  |  |  |  |  |  |  |  |                               |
|                                      |                                              |  |                                             |                                                         |  |  |  |  |  |  |  |                               |
|                                      | Filip Karel Dominik z Oettingen-Wallersteinu |  |                                             |                                                         |  |  |  |  |  |  |  |                               |
|                                      |                                              |  |                                             |                                                         |  |  |  |  |  |  |  |                               |
|                                      |                                              |  |                                             | Marie Anežka Magdalena Fuggerová                        |  |  |  |  |  |  |  |                               |
|                                      |                                              |  |                                             |                                                         |  |  |  |  |  |  |  |                               |
|                                      | Žofie Terezie z Oettingen-Wallersteinu       |  |                                             |                                                         |  |  |  |  |  |  |  |                               |
|                                      |                                              |  |                                             |                                                         |  |  |  |  |  |  |  |                               |
|                                      |                                              |  |                                             | Kraft Antonín Vilém z Oettingenu                        |  |  |  |  |  |  |  |                               |
|                                      |                                              |  |                                             |                                                         |  |  |  |  |  |  |  |                               |
|                                      | Šarlota Juliana z Oettingenu                 |  |                                             |                                                         |  |  |  |  |  |  |  |                               |
|                                      |                                              |  |                                             |                                                         |  |  |  |  |  |  |  |                               |
|                                      |                                              |  |                                             | Marie Eleonora ze Schönborn-Buchheimu                   |  |  |  |  |  |  |  |                               |
|                                      |                                              |  |                                             |                                                         |  |  |  |  |  |  |  |                               |